# Кеплер, Макс
Максимилиан Кеплер-Ружицкий (Maximilian Kepler-Różycki, 10 февраля 1993, Берлин) — профессиональный немецкий бейсболист, аутфилдер клуба МЛБ «Миннесота Твинс».

## Биография

### Ранние годы
Родители игрока, американка Кэти Кеплер и поляк Марек Ружицкий, познакомились в Берлине в середине 1980-х годов. Оба они были артистами балета. Пара поженилась вскоре после объединения Германии. Их сын Максимилиан родился 10 февраля 1993 года. С детства он активно занимался различными видами спорта. В бейсбол Макс начал играть во время учёбы в американо-немецкой школе имени Джона Кеннеди. Также ему предоставили стипендию в берлинской теннисной школе Штеффи Граф. В возрасте четырнадцати лет Кеплер переехал в Регенсбург, в котором было больше возможностей для занятий бейсболом.
Родители Макса рассчитывали, что он может получить спортивную стипендию от одного из университетов в США, но через полтора года в Регенсбурге Кеплер получил предложения контракта от нескольких клубов Главной лиги бейсбола. В 2009 году он подписал контракт с «Миннесотой», получив бонус в размере 775 тысяч долларов — рекордная сумма для игрока из Европы. После этого Макс с матерью переехал в Форт-Майерс во Флориде и начал играть за фарм-клуб «Твинс» в Лиге Галф-Кост.  

### Профессиональная карьера
Кеплер отыграл три сезона в новичковых лигах, в 2013 году попав в состав клуба A-лиги «Сидар-Рапидс Кернелс». В сезоне 2015 года Макс выступал в лиге выше уровнем за «Чаттанугу Лукаутс», произведя впечатление соотношением уоков к страйкаутам (67/63). По итогам чемпионата он был признан Самым ценным игроком Южной лиги. В том же году Макс дебютировал в МЛБ. По словам основателя берлинской бейсбольной школы Бенджамина Кляйнера, выступления на высшем уровне Кеплера и ещё одного выросшего в Германии спортсмена, Дональда Лутца, способствовали росту популярности бейсбола и софтбола в Европе. 
На предсезонных сборах в 2016 году он не смог пробиться в основной состав «Твинс» и начал сезон в AAA-лиге в «Рочестер Ред Уингз». В апреле Макса перевели в главную команду, но проявить он себя не смог и снова отправился в фарм-клуб. Ещё один шанс Кеплеру представился в июне. За три летних месяца он отметился 16 хоум-ранами и отбивал с показателем 24,7 %. В прессе его рассматривали как одного из претендентов на награду Лучшему новичку, но спад в сентябре лишил его возможности бороться за приз. 
В 2017 году Кеплер улучшил свою игру в обороне, но игра на бите оставляла желать лучшего. По сравнению с предыдущим сезоном он стал зарабатывать меньше уоков (8,3 % вместо 9,3 %) и получать больше страйкаутов (20,1 % вместо 17,2 %). Кроме того, Макс слабо играл против питчеров-левшей, отбивая с показателем 15,2 %. Всего за год он сыграл за «Твинс» в 147 матчах, выбив 19 хоум-ранов.
В 2018 году Кеплер сыграл за Твинс в 156 матчах, нестабильно играя на бите, но на высоком уровне действуя при оборонительных действиях, успешно заменив травмированного Байрона Бакстона.